# Parlamentswahl im Iran 1984
Die Iranische Parlamentswahl 1984 fand am 15. April 1984 statt und war die zweite Parlamentswahl nach der Islamischen Revolution und die erste Parlamentswahl während des Ersten Golfkriegs in Iran. Der Wahlkampf begann zwei Wochen vor der Wahl.

## Ergebnis und Folgen
|                               | Stimmen    | Anteil in % |
| ----------------------------- | ---------- | ----------- |
| Wahlberechtigte               | 24.143.498 | 100         |
| Wähler                        | 15.607.306 | 64,64       |
| registrierte Kandidaten       | 1.592      | 100         |
| zugelassene Kandidaten        | 1.231      | 77,32       |
| gewählte männliche Kandidaten | 266        | 98,52       |
| gewählte weibliche Kandidaten | 4          | 1,48        |

Die Islamisch-Republikanische Partei errang überraschend nicht die absolute Mehrheit. Ajatollah Akbar Hāschemi Rafsandschāni wurde vom neuen Parlament zum Sprecher gewählt.